# Monostori László
Monostori László (Budapest, 1953. január 16. –) Széchenyi-díjas magyar villamosmérnök, egyetemi tanár, a Magyar Tudományos Akadémia rendes tagja, a Számítástechnikai és Automatizálási Kutatóintézet (SZTAKI) igazgatója.

## Életpályája
Középiskolai tanulmányait a Budapesti Fazekas Mihály Gyakorló Általános Iskola és Gimnáziumban végezte, majd a Budapesti Műszaki Egyetem Villamosmérnöki Karán szerzett diplomát 1976-ban. Egyetemi doktori címét 1979-ben védte meg.
1983 és 1984 között a DAAD ösztöndíjával vendégkutató Aachenben.
1986-ban a Műszaki Tudomány Kandidátusa fokozatot szerez. 1990-1992-ig az Alexander von Humboldt alapítvány ösztöndíjával Paderbornban vendégkutató.
1995-ben habilitál a Budapesti Műszaki Egyetem Gépészmérnöki Karán.
2000-től az MTA Doktora, 2016-tól az MTA rendes tagja
1998 és 2002 között a BME Gépészmérnöki Kar Integrált Gépészeti  Informatikai Rendszerek Tanszék, majd 2002-2007-ig a Gépészeti Informatika Tanszék tanszékvezetője. 2002-óta egyetemi tanár.
1995 és 2014 között a SZTAKI Tudományos igazgató helyettese, 2015-től igazgatója. 2010-től 2016-ig a SZTAKI-ban működő, a német Fraunhofer társasággal közösen alapított Fraunhofer Termelésmenedzsment és –informatika Projektközpont igazgatója.

## Munkássága
Kutatási területe elsősorban a modern termelési rendszerekre fókuszál és az ezekben fellelhető komplexitás, változások és zavarok kezelésével foglalkozik.
Tevékenysége kiemelkedő a Negyedik ipari forradalomnak a termelési rendszerek átalakulásában játszott szerepének a felismerésében és a kiber-fizikai termelési rendszerek alkalmazásában. 
Jelentős eredményeket ért el az intelligens gyártási folyamatok és rendszerek, az ágens-alapú  (holonikus)  gyártás valamint az elosztott termelési  struktúrák, digitális gyárak és virtuális vállalatok területein.

## Családja
Nős, három gyermek édesapja.

## Díjai, elismerései
- A Magyar Köztársasági Érdemrend lovagkeresztje (2010) [2]
- Széchenyi-díj (2016) [3]
- A Magyar Érdemrend középkeresztje (2023)